# My Head Is an Animal
My Head Is an Animal é o álbum de estreia da banda islandesa de folk rock Of Monsters and Men, lançado pela gravadora Record, na Islândia, em 20 de setembro de 2011. O sucesso fora do país veio com o primeiro single, "Little Talks", e o grupo assinou com a Universal Music Group para lançar este disco nos Estados Unidos em 3 de abril de 2012. O álbum recebeu criticas variadas, mas com um tom positivo, dos especialistas.

## Faixas
| Edição Islandesa |                                                                                               |         |  |
| N.º              | Título                                                                                        | Duração |  |
| 1.               | "Dirty Paws"                                                                                  | 4:26    |  |
| 2.               | "King and Lionheart"                                                                          | 4:35    |  |
| 3.               | "Numb Bears"                                                                                  | 2:45    |  |
| 4.               | "Sloom"                                                                                       | 4:42    |  |
| 5.               | "Little Talks"                                                                                | 4:24    |  |
| 6.               | "From Finner"                                                                                 | 3:41    |  |
| 7.               | "Six Weeks"                                                                                   | 5:32    |  |
| 8.               | "Love Love Love"                                                                              | 4:02    |  |
| 9.               | "Your Bones"                                                                                  | 4:07    |  |
| 10.              | "Lakehouse"                                                                                   | 5:42    |  |
| 11.              | "Yellow Light" (faixa termina em 4:52; uma canção escondida, "Sinking Man", começa aos 13:04) | 15:45   |  |
| Duração total:   | Duração total:                                                                                | 59:38   |  |

| Edição Internacional |                      |         |  |
| N.º                  | Título               | Duração |  |
| 1.                   | "Dirty Paws"         | 4:26    |  |
| 2.                   | "King and Lionheart" | 4:35    |  |
| 3.                   | "Mountain Sound"     | 3:35    |  |
| 4.                   | "Slow and Steady"    | 5:01    |  |
| 5.                   | "From Finner"        | 3:43    |  |
| 6.                   | "Little Talks"       | 4:26    |  |
| 7.                   | "Six Weeks"          | 5:34    |  |
| 8.                   | "Love Love Love"     | 3:59    |  |
| 9.                   | "Your Bones"         | 4:09    |  |
| 10.                  | "Sloom"              | 4:43    |  |
| 11.                  | "Lakehouse"          | 4:35    |  |
| 12.                  | "Yellow Light"       | 4:52    |  |
| Duração total:       | Duração total:       | 53:47   |  |

| Edição Internacional; Faixas Bônus do iTunes |                              |         |  |
| N.º                                          | Título                       | Duração |  |
| 13.                                          | "Numb Bears"                 | 2:44    |  |
| 14.                                          | "Little Talks (Music Video)" | 4:11    |  |

## Tabelas

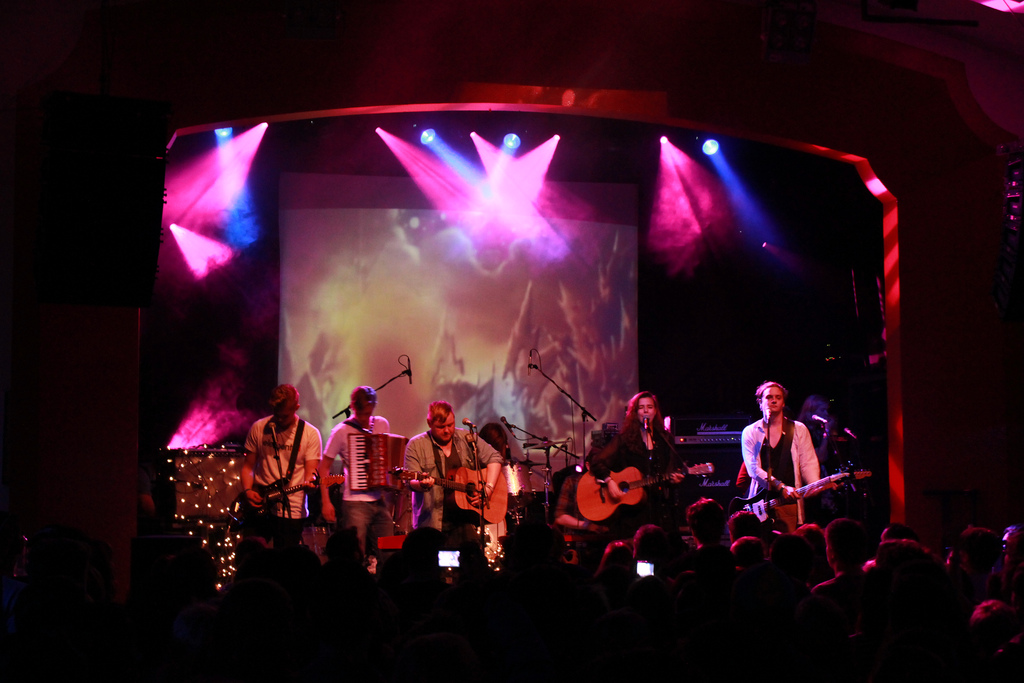
Of Monsters and Men se apresentando em outubro de 2011.

### Paradas musicais
| Paradas (2012-2013)                           | Melhor posição |
| --------------------------------------------- | -------------- |
| Alemanha (Media Control)                      | 4              |
| Austrália (ARIA Charts)                       | 1              |
| Áustria (Ö3 Austria Top 40)                   | 17             |
| Bélgica Flanders (Ultratop 50)                | 14             |
| Bélgica Valônia (Ultratop 40)                 | 45             |
| Canadá (Canadian Albums Chart)                | 4              |
| Dinamarca (Hitlisten)                         | 36             |
| Espanha (PROMUSICAE)                          | 30             |
| França (SNEP)                                 | 55             |
| Irlanda (Irish Albums Chart)                  | 1              |
| Itália (FIMI)                                 | 44             |
| Nova Zelândia (Recorded Music NZ)             | 4              |
| Noruega (VG-lista)                            | 31             |
| Países Baixos (MegaCharts)                    | 5              |
| Suécia (Sverigetopplistan)                    | 43             |
| Suíça (Schweizer Hitparade)                   | 29             |
| Reino Unido (UK Albums Chart)                 | 3              |
| Estados Unidos (Billboard 200)                | 6              |
| Estados Unidos (Billboard Alternative Albums) | 1              |
| Estados Unidos (Billboard Rock Albums)        | 1              |

### Certificações
| País           | Certificador | Certificação |
| -------------- | ------------ | ------------ |
| Alemanha       | BVMI         | Ouro         |
| Austrália      | ARIA         | Platina      |
| Canadá         | MC           | 2× Platina   |
| Irlanda        | IRMA         | Ouro         |
| Estados Unidos | RIAA         | Ouro         |